# Progonyleptoidellus striatus
Progonyleptoidellus striatus — вид павукоподібних з ряду косариків (Opiliones).

## Поширення
Вид поширений у тропічних дощових лісах Бразилії.